# Boomerang (álbum de Hanson)
Boomerang é o álbum de estreia editado independentemente pela banda Hanson no ano de 1995. Reúne vários covers e algumas composições próprias da banda.

## Faixas
1. "Boomerang" – 3:06
2. "Poison Ivy" – 3:00
3. "Lonely Boy" – 4:02
4. "Don't Accuse" – 2:48
5. "Rain (Falling Down)" – 2:40
6. "More Than Anything" – 6:07
7. "The Love You Save" – 2:32
8. "Back to the Island" – 4:07
9. "More Than Anything" (Reprise) – 4:38